# Онікс (протикорабельна ракета)
П-800 «Онікс» (Індекс УРАВ ВМФ — 3М55, експортне найменування — «Яхонт», за класифікацією МО США і НАТО — SS-N-26 Strobile) — радянська/російська надзвукова універсальна протикорабельна ракета середнього радіуса дії, призначена для боротьби з надводними військово-морськими угрупованнями та одиночними кораблями в умовах сильної вогневої та радіоелектронної протидії. Крім того, може застосовуватись і проти наземних цілей, при цьому дальність ураження цілі може бути збільшена.
Розробку оперативно-тактичного протикорабельного комплексу четвертого покоління розпочато наприкінці 1970-х років у ЦКБМ МОМ. На відміну від попередніх радянських ПКР, які мають відносно вузьку спеціалізацію по носіях, новий комплекс із самого початку замислювався як універсальний: його передбачалося розміщувати на підводних човнах, надводних кораблях і катерах, літаках і берегових пускових установках.
Ракети «Онікс», поряд з ракетами сімейства «Калібр» та перспективними ракетами «Циркон» у 2020-х повинні витіснити більшість типів старіших протикорабельних ракет у ВМФ Росії. Всі перераховані вище ракети відрізняються компактністю, взаємозамінністю та універсальністю.

## Конструкція
Ракета виконана за нормальною аеродинамічною схемою. Стартовий ракетний двигун твердого палива (РДТТ) розміщений в камері згоряння прямоточного повітряно-реактивного двигуна (ПВРД), при закінченні роботи стартового ступеня відокремлюється потоком повітря, що набігає.

## Тактико-технічні характеристики ракети 3М55
- Довжина ракети:
  - Корабельний варіант — 8 м[11] (8,6[12])
  - Авіаційний варіант — 6,1 м[11]
- Діаметр ракети: 0,67 м[12]
- Розмах крила: 1,7 м[11]
- Довжина ТПС: 8,9 м[13]
- Діаметр ТПС: 0,72 м[13]
- Маса ракети:
  - Стартова — 3000 кг[13]
  - ЗТПС — 3900 кг[13]
- Максимальна швидкість: 884 м/с (М = 2,6, або 3182 км/год на висоті)
- Швидкість біля поверхні: М = 2 (2448 км/год)
- Двигун:
  - Стартовий — твердопаливний стартово-розгінний ступінь
  - Маршовий — ПВРД, маса 200 кг, тяга 4 т
    - Паливо — гас Т-6[13]
- Дальність: П-800 «Онікс» до 600 км.[14][15]

Від 120 до 300 км залежно від висоти (експортна версія «Яхонт»)
- Висота польоту:
  - На маршовій ділянці — до 14 000 м[13][17]
  - На кінцевій ділянці — 10-15 м[13]
- Система управління:
  - На маршовій ділянці — інерційна + радіовисотомір.
  - На кінцевій ділянці — всепогодна моноімпульсна активно-пасивна РЛГСН, з ППРЧ[18]
    - Дальність виявлення цілі (в активному режимі) — не менше 50 км[18]
    - Максимальний кут пошуку цілі — ± 45 °[18]
    - Перешкодозахищеність ГСН: розробником заявляється як висока, у тому числі від активних перешкод, що уводять, дипольних хмар та ін.[18]
    - Час готовності до роботи з моменту включення: трохи більш ніж 2 хв[18]
    - Струм по ланцюгу 27 В: не більше 38 А[18]
    - Маса РЛГСН — 85 кг[18]
    - Умови роботи ГСН:
      - Хвилювання моря — до 7 балів[18]
- Маса БЧ: 200 кг[13] (КР «Яхонт»), 300 кг (КР «Онікс»)

## Переваги
- загоризонтна дальність стрільби;
- повна автономність бойового застосування («вистрілив-забув»);
- набір гнучких («низька», «висока-низька») траєкторій;[19]
- високі надзвукові швидкості на всіх ділянках польоту;
- повна уніфікація для широкої номенклатури носіїв (надводних кораблів усіх основних класів, підводних човнів та наземних пускових установок).
- ефективне застосування в умовах радіоелектронної протидії[20].

Ракета «Онікс» жодного разу не застосовувалася в бойових умовах проти кораблів супротивника, думки про її реальну ефективність відрізняються, але виходячи з досвіду ВМФ висока надзвукова швидкість і велика маса ускладнюють ураження цих ракет зенітними ракетами супротивника.

## Модернізація
У російській військово-промисловій корпорації «НВО машинобудування» було проведено модернізацію крилатої ракети морського базування «Онікс-М» з максимальною дальністю стрільби до 800 км.

## Експлуатанти та носії
«Онікси» спочатку планувалися як універсальний комплекс для розміщення на літаках, надводних та підводних кораблях та берегових установках.
Росія — П-800 «Онікс»Рухомий береговий ракетний комплекс «Бастіон».
- Малий ракетний корабель проєкту 1234.7 — «Накат» КСФ ВМФ РФ (списаний).
- Малі ракетні кораблі проєкту 21631 «Буян-М» — три МРК у складі Каспійської флотилії, чотири у складі Чорноморського флоту, два у складі Балтійського флоту.
- МПЛАТКР проєкту 885 «Ясень» / 885М «Ясень-М» — АПЛ «Северодвинськ» (885) та АПЛ «Казань» (885М) в строю, АПЛ «Новосибірськ» та АПЛ «Красноярськ» проєкту 885М спущені на воду до складу флоту, закладені та будуються ще п'ять човнів цього проєкту.
- ПЛАРК проєкту 949А Антей — у перспективі.
- Корвети проєкту 20385 — 2, Тихоокеанський флот.
- Фрегати проєкту 22350 — 2 у строю, 10 фрегатів у перспективі.
- Важкий атомний ракетний крейсер «Адмірал Нахімов». У ході ремонту замість раніше встановлених ПКР П-700 «Граніт» встановлено ПКР П-800 «Онікс». Спуск на воду заплановано на 2022[23]. За непідтвердженими даними аналогічна модернізація чекає атомний ракетний крейсер Петро Великий.

В'єтнам — «Яхонт»
- Рухомий береговий ракетний комплекс «Бастіон» — два комплекси поставлені в червні 2010[12].

Сирія — «Яхонт»
- Рухомий береговий ракетний комплекс «Бастіон» — два комплекси поставлені в кінці 2011.

Індія — «BrahMos» (варіант ракети «Онікс», розроблений спільно з міністерством оборони Індії)
- Есмінець проєкту 61МЕ — «Раджпут» — 2×2 ПУ БраМос
- Фрегати типу «Тальвар» — 1×8 ПУ БраМос
- Фрегати типу «Шивалік» — 1×8 ПУ БраМос
- Ескадрені міноносці типу «Калькутта» — 4×4 ПУ БраМос
- БраМос-А: на Су-30МКІ (до трьох ракет) і Ту-142 (до шести)
- БПРК із ракетами «БраМос».

Індонезія — «Яхонт», постачання у першій половині 2010 р., кількість невідома
- Фрегати типу «Ван Спейк».
- Фрегат «Освалд Сиахаан»[en][24]

## Бойове застосування

### Громадянська війна в Сирії
15 листопада 2016 року в ході завдання ударів по об'єктах в Сирії був проведений пуск ракет «Онікс» рухомого берегового ракетного комплексу «Бастіон-П» по цілях на суші.

### Російсько-українська війна
30 квітня 2022 року з території Криму береговим ракетним комплексом «Бастіон-П» був обстріляний аеропорт Одеси. 9 травня 2022 року чотирма ракетами «Онікс» з території Криму обстріляний об'єкт у місті Арциз Одеської області; Міноборони РФ заявило, що ціллю атаки були вертольоти на наступальному аеродромі ЗСУ.
14 червня 2022 року над Одеською областю було збито дві ракети «Онікс», запущені з берегового ракетного комплексу Криму.
20 червня 2022 року чотири ракети Х-31А з ворожого винищувача та одна ракета типу «Онікс» з берегового ракетного комплексу були спрямовані на Очаків та влучили в сільськогосподарські угіддя у передмісті. Потерпілих немає.
2 липня 2022 року російські військові відстріляли по Миколаєву одразу 10 крилатих надзвукових ракет П-800 «Оникс» з берегових протикорабельних комплексів «Бастион», розміщених на тимчасово окупованій частині Херсонщині. Ракети ворога влучили по об'єктах портової інфраструктури та промисловій зоні, частина упала на сільськогосподарські угіддя поблизу Миколаєва.
До цього моменту росіяни використовували свої берегові протикорабельні комплекси «Бастион» для ударів по об'єктах на території Одеської області, зокрема — для ураження портової інфраструктури. На цей час по Одещині було випущено близько 40 ракет типу П-800, але значущого ефекту досягнуто не було через невисоку точність стрільби «Оніксів».
Окрім ракет П-800 «Онікс» російські військові неодноразово застосовували й протикорабельні ракети Х-35 з відповідного берегового ракетного комплексу «Бал» для знищення інфраструктури зберігання та експорту аграрної продукції з України.
25 вересня 2023 року уночі під час повітряної тривоги, росіяни випустили дві ракети "Онікс" на Одещину, якими пошкодили порт в Одесі, готель, зерносховища, інші будинки та склади. Постраждала 1 особа.

## Користувачі

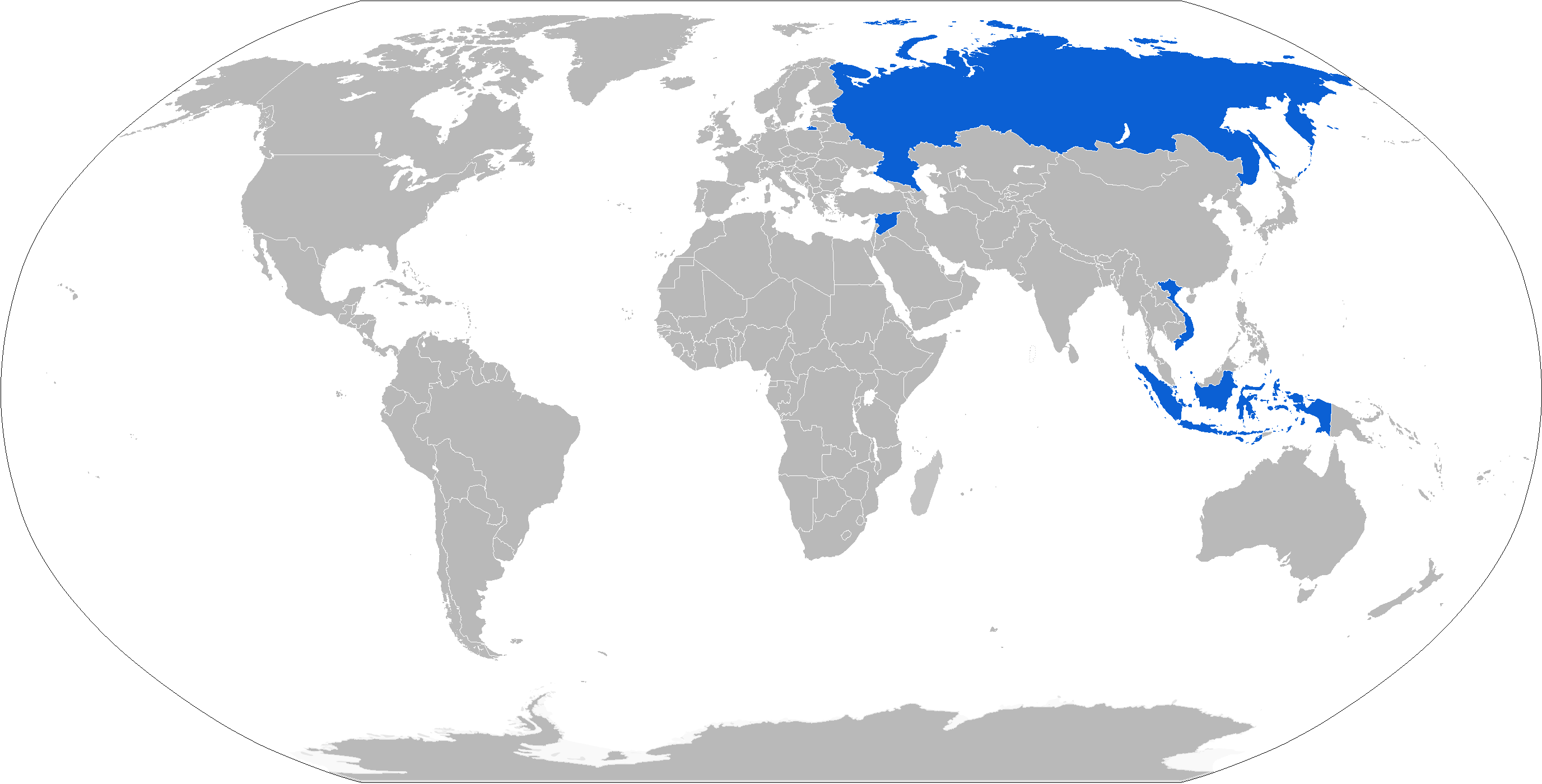
Мапа з користувачами П-800 позначеними синім

- Хезболла – 12 ракет[37] з різноманітними пусковими платформами.[38]
- Індонезія – 4 установки вертикального пуску.
- Росія — близько 400 одиниць, з темпом виробництва до 10 одиниць/місяць (на кінець квітня 2024)[39].
- Сирія – 4 комплекси «Бастіон» доставлені у 2011, 72 ракети.[40]
- В'єтнам – не менше двох комплексів «Бастіон-П» зі щонайменше 40 ракетами.[41]